# Río Big Sandy (río Ohio)

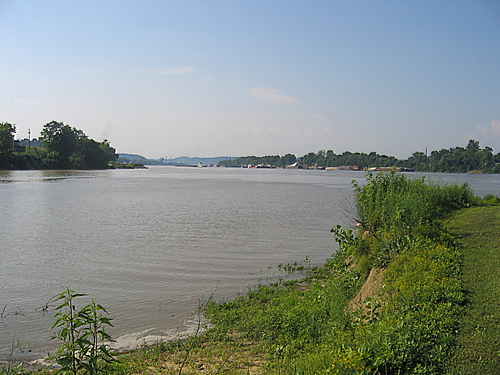
El río Big Sandy en su confluencia con el río Ohio. El territorio al frente es Virginia Occidental, a la izquierda Kentucky y al fondo Ohio.

El río Big Sandy (del inglés: Big Sandy River) es un río de los Estados Unidos, afluente del río Ohio, de 47 km de longitud, que forma en todo su  curso el límite entre los estados de Virginia Occidental, al este, y Kentucky, al oeste. A través del río Ohio, forma parte de la cuenca del río Misisipi.
Nace entre Louisa (Kentucky) y Fort Gay (Virginia Occidental), en la confluencia de los ríos Tug Fork y Levisa Fork. Fluye generalmente en dirección norte en un curso con muchos meandros, entre los condados de Lawrence  y Boyd en Kentucky y el condado de Wayne en Virginia Occidental. Se une al río Ohio entre Catlettsburg (Kentucky) y la ciudad de Kenova, Virginia Occidental, 13 km al oeste de Huntington (Virginia Occidental), en la frontera común entre Virginia Occidental, Kentucky y Ohio.
Es un río navegable y se utiliza para transporte comercial, en especial carbón extraído en la misma región.

## Origen del nombre
Su nombre se debe a la presencia de extensos bancos de arena. Los nombres nativos que recibió fueron  «Tatteroa», «Chatteroi» y «Chatterwha» con un significado similar al nombre en inglés. Los lenape lo llamaron «Sikeacepe», que significa «río salado», debido a la presencia de cristales de sal en el río.

## Derrame de lodos contaminados
El 11 de octubre de 2000 un derrame de lodos contaminados en el condado de Martin, Kentucky, contaminó cientos de km de los ríos Ohio, Big Sandy y sus afluentes. El accidente se produjo cuando lo que era conocido como un embalse de lodos carboníferos, propiedad de la empresa Massey Energy en Kentucky, se desmoronó dentro de una mina subterránea abandonada que existía debajo. Los contaminantes tóxicos que fueron encontrados en los lodos derramados en las corrientes de agua incluían metales pesados como mercurio, plomo, arsénico, cobre y cromo.
Fue uno de los peores desastres ambientales en el sureste estadounidense, de acuerdo a la Agencia de Protección Ambiental de los Estados Unidos. El derrame del condado de Martin fue veinte veces más grande que el desastre del Exxon Valdez.